# Вечност (албум)
„Вечност“ е студиен албум на Лили Иванова, издаден през 1973 година от „Балкантон“ на дългосвиреща плоча с каталожен номер ВТА 1627. Албумът се състои от общо 12 песни. Хитове от албума са: „Наше лято“, „Детство“, „Трики-трики“ и „Вечност“.

### Първа страна
Всички аранжименти към песните от тази страна са на Митко Щерев.
1. „Вечност“ (текст: Стефан Банков, музика и аранжимент: Митко Щерев)
2. „Ден“ (текст: Дамян Дамянов, музика: Тончо Русев, аранжимент: Митко Щерев)
3. „Детство“ (текст: Дамян Дамянов, музика: Тончо Русев, аранжимент: Митко Щерев)
4. „Трики-трики“ (текст: Надежда Захариева, музика: Алек Костандинос, Стелиос Влавианос, аранжимент: Митко Щерев)
5. „Залез“ (текст: Павел Матев, музика: Александър Йосифов, аранжимент: Митко Щерев)
6. „Ела“ (текст: Павел Матев, музика: Александър Йосифов, аранжимент: Митко Щерев)

### Втора страна
1. „Наше лято“ (текст: Дамян Дамянов, музика: Тончо Русев, аранжимент: Митко Щерев)
2. „Срещна ни случаен ден“ (текст: Дамян Дамянов, музика и аранжимент: Тончо Русев)
3. „Аз си тръгвам“ (текст: Надежда Захариева, музика: Лучо Батисти, аранжимент: Митко Щерев)
4. „Всяка мъка изтръгни“ (текст: Дамян Дамянов, музика и аранжимент: Тончо Русев)
5. „Вик“ (текст: Надежда Захариева, музика: Тони Ренис, аранжимент: Митко Щерев)
6. „Старият град“ (текст: Стефан Банков, музика и аранжимент: Митко Щерев)

## Кавъри
Три от песните в албума са кавъри:
- „Трики-трики“ – на Velvet Mornings („Сатенени утрини“), изпълнена от Демис Русос;
- „Аз си тръгвам“ – на E penso a te („И си мисля за теб“), изпълнена от Бруно Лауци;
- „Вик“ – на Nonostante lei („Въпреки нея“) на Ива Дзаники.

С песента „Наше лято“ Лили Иванова участва на 10-ото юбилейно издание на фестивала „Златният Орфей“ през 1974 г. и е удостоена с голямата награда на фестивала за песните „Наше лято“ и „Вечност“. На същото издание участва кубинската певица Омара Портуондо, която записва версия на испански език под името Nuestro verano с текст на Мартин Рохас и аранжимент на Рафаел Сомавия, включена в сборната плоча „Златният Орфей '74: Лауреати – певци и песни“ (BTA 1723), а през 1975 година полската певица Богдана Загурска я записва на полски език – Nasze lato. През 1996 г. литовската певица Бируте Петриките записва кавър на „Детство“ на литовски език под името Vaikystė.

## Екип

### Музикален съпровод
- Вокално-инструментална група „Маковете“ с камерен ансамбъл „Софийски солисти“ с диригент Тончо Русев (А1 – А6, Б1, Б3 – Б6)
- Естраден оркестър на Комитета за телевизия и радио (ЕОКТР) с диригент Вили Казасян (Б2)

### Технически
- Тонрежисьор: Деян Тимнев

### Други
- Художник: Стоян Дуков
- Фотограф: Иво Хаджимишев
- Дизайн: арх. Янчо Таков